# Commonwealth Games 2018/Radsport

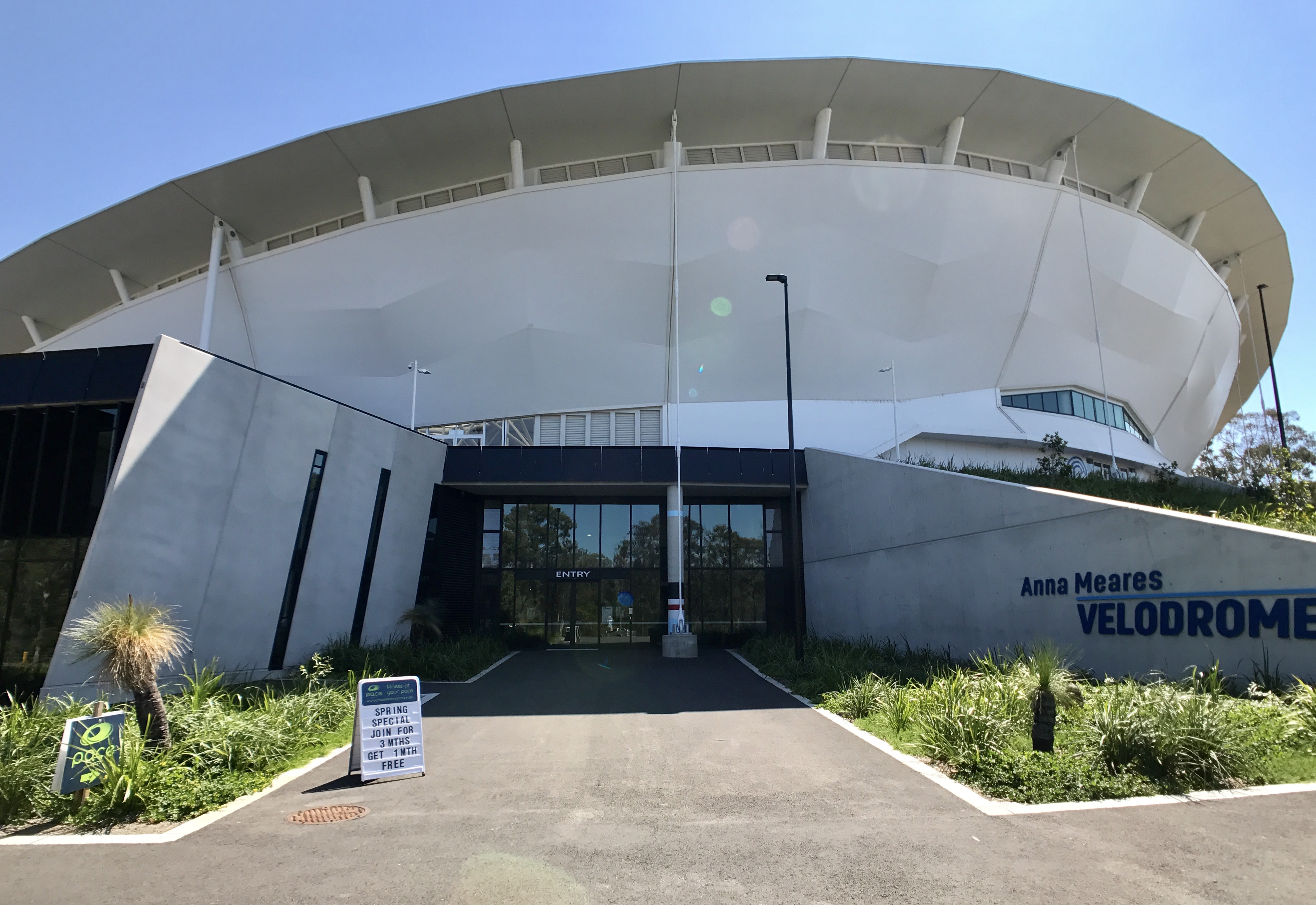
Die Bahnwettbewerbe fanden im Anna Meares Velodrome in Brisbane statt

Bei den Commonwealth Games 2018 in Australien wurden im Radsport 26 Wettbewerbe ausgetragen, 13 für Männer und 13 für Frauen.
16 Bahnrennen fanden vom 5. bis 8. April im Anna Meares Velodrome in einem Vorort von Brisbane statt. Es waren 152 Sportlerinnen und Sportler im Velodrom am Start. Der australische Bahn-Vierer (Leigh Howard, Sam Welsford, Alexander Porter, Kelland O’Brien) stellte mit 3:49,804 Minuten einen neuen Weltrekord auf und blieb damit als erste Mannschaft unter vier Minuten. Zudem wurden vier neue Games-Rekorde aufgestellt.
Die Mountainbike-Wettbewerbe wurden am 12. April auf den Nerang Mountain Bike Trails ausgetragen, Einzelzeitfahren (10. April) und Straßenrennen (14. April) entlang des Strandes in Gold Coast auf der Currumbin Beachfront werden.
Vier Wettbewerbe wurden im Paracycling für Sehbehinderte (Klasse B) auf der Bahn ausgetragen. Die Engländerin Sophie Thornhill stellte gemeinsam mit ihrer Pilotin Helen Scott mit 1:04,623 Minuten ebenfalls einen neuen Weltrekord über 1000 Meter auf.

## Resultate

### Bahn

#### Männer

##### Sprint
| Platz | Land | Sportler     | Zeit (s)              |
| ----- | ---- | ------------ | --------------------- |
| 1     | NZL  | Sam Webster  | 10,123 (1) 09,952 (2) |
| 2     | SCO  | Jack Carlin  |                       |
| 3     | AUS  | Jacob Schmid | 10,327 (1) 10,475 (2) |

Datum: 7. April 2018

24 Fahrer waren am Start.

##### Keirin
| Platz | Land | Sportler         |
| ----- | ---- | ---------------- |
| 1     | AUS  | Matthew Glaetzer |
| 2     | WAL  | Lewis Oliva      |
| 3     | NZL  | Edward Dawkins   |

Datum: 6. April 2018

21 Fahrer waren am Start.

##### Zeitfahren
| Platz | Land | Sportler         | Zeit (min)  |
| ----- | ---- | ---------------- | ----------- |
| 1     | AUS  | Matthew Glaetzer | 0:59,340 GR |
| 2     | NZL  | Edward Dawkins   | 0:59,928    |
| 3     | SCO  | Callum Skinner   | 1:01,083    |

Datum: 8. April 2018

24 Fahrer waren am Start.

##### Teamsprint
| Platz | Land | Sportler                                   | Zeit (s)  |
| ----- | ---- | ------------------------------------------ | --------- |
| 1     | NZL  | Edward Dawkins Ethan Mitchell Sam Webster  | 42,877 GR |
| 2     | ENG  | Philip Hindes Ryan Owens Joseph Truman     | 43,547    |
| 3     | AUS  | Nathan Hart Jacob Schmid Patrick Constable |           |

Datum: 5. April 2018

Acht Mannschaften waren am Start.

##### Einerverfolgung
| Platz | Land | Sportler         | Zeit (min)  |
| ----- | ---- | ---------------- | ----------- |
| 1     | ENG  | Charlie Tanfield | 4:15,952 GR |
| 2     | SCO  | John Archibald   | 4:16,656    |
| 3     | NZL  | Dylan Kennett    | 4:18,373    |

Datum: 6. April 2018

27 Sportler waren am Start.

##### Mannschaftsverfolgung
| Platz | Land | Sportler                                                   | Zeit (min)  |
| ----- | ---- | ---------------------------------------------------------- | ----------- |
| 1     | AUS  | Leigh Howard Sam Welsford Alexander Porter Kelland O’Brien | 3:49,804 WR |
| 2     | ENG  | Kian Emadi Ethan Hayter Oliver Wood Charlie Tanfield       | 3:55,310    |
| 3     | CAN  | Jay Lamoureux Aidan Caves Derek Gee Michael Foley          | 4:00,109    |

Datum: 5. April 2018

Sieben Mannschaften waren am Start.

Die Mannschaft aus Neuseeland wurde disqualifiziert, weil ein Fahrer ein Rad benutzte, dass nach den UCI-Regeln irreguläre Maße aufwies. Die Abweichung betrug fünf bis sechs Millimeter.

##### Scratch
| Platz | Land | Sportler           |
| ----- | ---- | ------------------ |
| 1     | AUS  | Sam Welsford       |
| 2     | NZL  | Campbell Stewart   |
| 3     | ENG  | Christopher Latham |

Datum: 7. April 2018

24 Fahrer waren am Start.

##### Punktefahren
| Platz | Land | Sportler         | Punkte |
| ----- | ---- | ---------------- | ------ |
| 1     | SCO  | Mark Stewart     | 81     |
| 2     | NZL  | Campbell Stewart | 69     |
| 3     | ENG  | Ethan Hayter     | 68     |

Datum: 8. April 2018
24 Fahrer waren am Start.

#### Frauen

##### Sprint
| Platz | Land | Sportlerin       | Zeit (s)              |
| ----- | ---- | ---------------- | --------------------- |
| 1     | AUS  | Stephanie Morton | 11,262 (1) 11,405 (2) |
| 2     | NZL  | Natasha Hansen   |                       |
| 3     | ENG  | Kaarle McCulloch | 11,638 (1) 11,853 (2) |

Datum: 6. April 2018

16 Fahrerinnen waren am Start.

##### Keirin
| Platz | Land | Sportlerin       |
| ----- | ---- | ---------------- |
| 1     | AUS  | Stephanie Morton |
| 2     | AUS  | Kaarle McCulloch |
| 3     | NZL  | Natasha Hansen   |

Datum: 8. April 2018

16 Fahrerinnen waren am Start.

##### 500 m Zeitfahren
| Platz | Land | Sportlerin       | Zeit (s) |
| ----- | ---- | ---------------- | -------- |
| 1     | AUS  | Kaarle McCulloch | 33,583   |
| 2     | AUS  | Stephanie Morton | 33,619   |
| 3     | NZL  | Emma Cumming     | 34,230   |

Datum: 7. April 2018

16 Fahrerinnen waren am Start.

##### Teamsprint
| Platz | Land | Sportlerin                        | Zeit (s) |
| ----- | ---- | --------------------------------- | -------- |
| 1     | AUS  | Kaarle McCulloch Stephanie Morton | 32,488   |
| 2     | NZL  | Natasha Hansen Emma Cumming       | 33,115   |
| 3     | ENG  | Lauren Bate Katy Marchant         | 33,893   |

Datum: 5. April 2018

Sieben Mannschaften waren am Start.

##### Einerverfolgung
| Platz | Land | Sportlerin        | Zeit (min) |
| ----- | ---- | ----------------- | ---------- |
| 1     | SCO  | Katie Archibald   | 3:26,088   |
| 2     | AUS  | Rebecca Wiasak    | 3:27,548   |
| 3     | AUS  | Annette Edmondson | 3:30,922   |

Datum: 6. April 2018

22 Sportlerinnen waren am Start.

##### Mannschaftsverfolgung
| Platz | Land | Sportlerinnen                                                                | Zeit (min)  |
| ----- | ---- | ---------------------------------------------------------------------------- | ----------- |
| 1     | AUS  | Ashlee Ankudinoff Annette Edmondson Amy Cure Alexandra Manly                 | 4:15,214 GR |
| 2     | NZL  | Bryony Botha Rushlee Buchanan Michaela Drummond Kirstie James Racquel Sheath | eingeholt   |
| 3     | CAN  | Allison Beveridge Annie Foreman-Mackey Ariane Bonhomme Stephanie Roorda      | 4:21,493    |

Datum: 5. April 2018
Sieben Mannschaften waren am Start.

##### Scratch
| Platz | Land | Sportlerin |
| ----- | ---- | ---------- |
| 1     | AUS  | Amy Cure   |
| 2     | SCO  | Neah Evans |
| 3     | ENG  | Emily Kay  |

Datum: 8. April 2018

24 Fahrerinnen waren am Start.

##### Punktefahren
| Platz | Land | Sportlerin      | Punkte |
| ----- | ---- | --------------- | ------ |
| 1     | WAL  | Elinor Barker   | 40     |
| 2     | SCO  | Katie Archibald | 20     |
| 3     | SCO  | Neah Evans      | 20     |

Datum: 7. April 2018

23 Fahrerinnen waren am Start.

#### Paracycling

##### Zeitfahren Klasse B
| Frauen – WB (1000 m) |                                   |              |             |
| #                    | Pilotin/Fahrerin                  | Nationalität | Zeit (min)  |
|                      | Helen Scott/Sophie Thornhill      | ENG          | 1:04,623 WR |
|                      | Madison Janssen/Jessica Gallagher | AUS          | 1:07,165    |
|                      | Louise Haston/Aileen McGlynn      | SCO          | 1:08,993    |

| Männer – MB (1000 m) |                               |              |            |
| #                    | Pilot/Fahrer                  | Nationalität | Zeit (min) |
|                      | Matthew Rotherham/Neil Fachie | SCO          | 1:00,065   |
|                      | Peter Mitchell/James Ball     | WAL          | 1:00,900   |
|                      | Tom Clarke/Brad Henderson     | AUS          | 1:01,512   |

##### Sprint Klasse B
| Frauen – B |                                   |              |
| #          | Pilotin/Fahrerin                  | Nationalität |
|            | Helen Scott/Sophie Thornhill      | ENG          |
|            | Madison Janssen/Jessica Gallagher | AUS          |
|            | Louise Haston/Aileen McGlynn      | SCO          |

| Männer – B |                               |              |
| #          | Pilot/Fahrer                  | Nationalität |
|            | Matthew Rotherham/Neil Fachie | SCO          |
|            | Peter Mitchell/James Ball     | WAL          |
|            | Tom Clarkel/Brad Henderson    | AUS          |

#### Rekorde
| Datum    | Wettbewerb                     | Zeit         | Name                       | -      |
| -------- | ------------------------------ | ------------ | -------------------------- | ------ |
| 5. April | Mannschaftsverfolgung Männer   | 3:49,804 min | Australien                 | WR, GR |
| 5. April | Qualif. Teamsprint Männer      | 42,822 s     | Australien                 | GR     |
| 5. April | Qualif. B-Zeitfahren Männer    | 1:00,065 min | Neil Fachie                | GR     |
| 5. April | Mannschaftsverfolgung Frauen   | 4:15,214 min | Australien                 | GR     |
| 5. April | Teamsprint Frauen              | 32,488 s     | Australien                 | GR     |
| 5. April | Qualif. B-Sprint Frauen        | 10,609 s     | Sophie Thornhill           | WR, GR |
| 6. April | Qualif. Einerverfolgung        | 4:11,455 min | Charlie Tanfield           | GR     |
| 6. April | Qualif. Sprint Frauen          | 10,524 s     | Stephanie Morton           | GR     |
| 6. April | Qualif. Einerverfolgung Frauen | 3:24,119 min | Schottland Katie Archibald | GR     |

WR = Weltrekord; GR = Games Record (Rekord bei den Commonwealth Games)

### Straße

#### Männer

##### Straßenrennen (168,3 km)
| Platz | Land | Sportler         | Zeit (h) |
| ----- | ---- | ---------------- | -------- |
| 01    | AUS  | Steele Von Hoff  | 3:57:01  |
| 02    | WAL  | Jonathan Mould   | gl. Zeit |
| 03    | RSA  | Clint Hendricks  | gl. Zeit |
| 04    | NIR  | Mark Downey      | gl. Zeit |
| 05    | NZL  | Hayden McCormick | gl. Zeit |
| 06    | NZL  | Shane Archbold   | gl. Zeit |
| 07    | GGY  | Tobyn Horton     | gl. Zeit |
| 08    | ENG  | Thomas Stewart   | gl. Zeit |
| 09    | AUS  | Cameron Meyer    | gl. Zeit |
| 10    | NZL  | Samuel Gaze      | 3:57:04  |

Datum: 14. April 2018
115 Fahrer gingen an den Start, von denen 50 das Ziel erreichten.

##### Einzelzeitfahren (38,5 km)
| Platz | Land | Sportler         | Zeit (min) |
| ----- | ---- | ---------------- | ---------- |
| 1     | AUS  | Cameron Meyer    | 48:13,04   |
| 2     | ENG  | Harry Tanfield   | 48:43,30   |
| 3     | NZL  | Hamish Bond      | 48:45,45   |
| 4     | AUS  | Callum Scotson   | 49:35,65   |
| 5     | NZL  | James Oram       | 49:40,72   |
| 6     | GGY  | James McLaughlin | 49:54,12   |
| 7     | NIR  | Marc Christie    | 50:42,29   |
| 8     | ENG  | Charlie Tanfield | 50:42,83   |
| 9     | ENG  | Ian Bibby        | 50:43,88   |
| 10    | RSA  | Brendon Davids   | 51:44,00   |

Datum: 10. April 2018
54 Fahrer waren am Start.

#### Frauen

##### Straßenrennen (112,2 km)
| Platz | Land | Sportlerin       | Zeit (h) |
| ----- | ---- | ---------------- | -------- |
| 1     | AUS  | Chloe Hosking    | 3:02:18  |
| 2     | NZL  | Georgia Williams | gl. Zeit |
| 3     | WAL  | Dannielle Rowe   | gl. Zeit |
| 4     | NZL  | Sharlotte Lucas  | gl. Zeit |
| 5     | AUS  | Sarah Roy        | gl. Zeit |
| 6     | AUS  | Tiffany Cromwell | 3:02:21  |
| 7     | WAL  | Elinor Barker    | 3:02:25  |
| 8     | SCO  | Neah Evans       | 3:02:26  |
| 9     | ENG  | Melissa Lowther  | gl. Zeit |
| 10    | ENG  | Hayley Simmonds  | 3:02:29  |

Datum: 14. April 2018
49 Fahrerinnen waren am Start, von denen 33 das Ziel erreichten.

##### Einzelzeitfahren (25,5 km)
| Platz | Land | Sportlerin           | Zeit (min) |
| ----- | ---- | -------------------- | ---------- |
| 1     | AUS  | Katrin Garfoot       | 35:08,09   |
| 2     | NZL  | Linda Villumsen      | 36:03,01   |
| 3     | ENG  | Hayley Simmonds      | 36:22,09   |
| 4     | SCO  | Katie Archibald      | 37:07,38   |
| 5     | NZL  | Rushlee Buchanan     | 37:39,28   |
| 6     | CYP  | Antri Christoforou   | 38:01,11   |
| 7     | CAN  | Annie Foreman-Mackey | 38:59,91   |
| 8     | SCO  | Neah Evans           | 39:23,90   |
| 9     | IOM  | Anna Christian       | 39:28,87   |
| 10    | IOM  | Elizabeth Holden     | 40:07,94   |

Datum: 10. April 2018
19 Fahrerinnen waren am Start.

### Mountainbike (Cross Country)

#### Männer
| Platz | Land | Sportler      |
| ----- | ---- | ------------- |
| 1     | NZL  | Samuel Gaze   |
| 2     | NZL  | Anton Cooper  |
| 3     | RSA  | Alan Hatherly |

Datum: 12. April 2018
21 Fahrer waren am Start, von denen 15 in die Wertung kamen.

#### Frauen
| Platz | Land | Sportlerin    |
| ----- | ---- | ------------- |
| 1     | ENG  | Annie Last    |
| 2     | ENG  | Evie Richards |
| 3     | CAN  | Haley Smith   |

Datum: 12. April 2018
13 Fahrerinnen waren am Start, 10 kamen in die Wertung.

## Medaillenspiegel
| Rang  | Land       | Gold | Silber | Bronze | Gesamt |
| ----- | ---------- | ---- | ------ | ------ | ------ |
| 1     | Australien | 14   | 3      | 6      | 23     |
| 2     | England    | 4    | 4      | 5      | 13     |
| 3     | Schottland | 4    | 4      | 2      | 10     |
| 4     | Neuseeland | 3    | 9      | 5      | 17     |
| 5     | Wales      | 1    | 4      | 1      | 6      |
| 6     | Kanada     | 0    | 0      | 3      | 3      |
| 7     | Südafrika  | 0    | 0      | 2      | 2      |
| Total | Total      | 26   | 24     | 24     | 74     |

Bei den Paracycling-Wettbewerben für Frauen wurden nur Goldmedaillen für den ersten Platz vergeben.